# Il pesce nell'acqua
Il pesce nell'acqua (El pez en el agua) è un libro dello scrittore peruviano Mario Vargas Llosa, pubblicato nel 1993. Autobiografia del futuro Premio Nobel della Letteratura, racconta in 19 capitoli le sue diverse e decisive esperienze di vita tra America ed Europa.

## Tema
Il libro copre due periodi più importanti della vita dello scrittore: il primo periodo comprende gli anni dal 1946 al 1958, e descrive l'infanzia e l'inizio della sua carriera di scrittore in Europa, le difficili relazioni con padre assieme agli esordi della sua attività letteraria. Il secondo periodo copre il suo breve, ma intenso, coinvolgimento politico in Perù, culminato con la sconfitta nella elezioni presidenziali del 1990 a favore di Alberto Fujimori, che determinò l'abbandono della sua carriera politica nel paese sudamericano.

## Edizioni italiane
- Il pesce nell'acqua. Un'autobiografia, traduzione di Vittoria Martinetto e Angelo Morino, Collana Letteraria straniera, Milano, Rizzoli, 1994,  p. 522, ISBN 978-88-178-4337-9.
- Il pesce nell'acqua. Autobiografia, Collana Prosa e poesia, Milano, Scheiwiller, 2011, ISBN 978-88-764-4643-6.